# Truncatoflabellum martensii
Espèce
Statut CITES
Truncatoflabellum martensii est une espèce de coraux appartenant à la famille des Flabellidae.